# Przesunięcie Lamba

Porównanie poziomów energetycznych wodoru w modelu Bohra i Diraca

Przesunięcie Lamba lub przesunięcie poziomów Lamba – niewielka rozbieżność między obserwowanymi doświadczalnie poziomami energetycznymi atomów wodoru a przewidywaniami równania Diraca, odkryta w 1947–1952 przez Willisa Lamba i jego studenta Roberta Retherforda. 
Równanie Diraca przewiduje, że poziomy energetyczne elektronu w atomie o takich samych liczbach kwantowych n (główna) i j (opisująca całkowity kręt układu) są jednakowe. W rzeczywistości obserwuje się rozszczepienie tych poziomów (zniesienie degeneracji ze względu na j).
Zjawisko to możliwe jest do wyjaśnienia dopiero na gruncie elektrodynamiki kwantowej (ang. QED), za efekt ten odpowiadają zjawiska: wzajemne oddziaływanie atomu wodoru i wirtualnych fotonów oraz polaryzacja próżni.